# Université internationale des sciences et technologies du Botswana
L'université internationale des sciences et technologies du Botswana (Botswana International University of Science and Technology ou BIUST en anglais) est une université publique située à Palapye, dans l'Est du Botswana.

## Historique
L'université internationale des sciences et technologies du Botswana a été créée en 2005. Sa construction n'a débuté qu'en 2009 et, en 2012, les travaux étaient toujours en cours.
Pour la rentrée universitaire 2012-2013, les cours sont dispensés au Oodi College for Applied Arts and Technology situé au nord de Gaborone, la capitale du pays.